# Verba (višecijevni bacač raketa)
Verba (hrv. Vrba) ukrajinski je višecijevni bacač raketa kalibra 122 milimetra na bazi kamiona KrAZ-6322 i borbene jedinice BM-21 Grad. Predstavljen je 2015. godine. Lanser je dobio niz poboljšanja u odnosu na BM-21 Grad: navigaciju, komunikaciju, poravnanje i stabilizaciju platforme. Za automatizaciju punjenja razvijen je i stroj za punjenje.

## Povijest
U prosincu 2015. godine glavni konstruktor Volodymyr Vakulenko predstavio je VBR Verba i rekao da će biti potrebno 7 mjeseci i 16 milijuna ukrajinskih grivnja da se dovrši sustav. Najavio je i mogućnost izrade opcije s blindiranom kabinom iz "Raptora".[čega?]
Dana 21. veljače 2019. tiskovna služba državnog koncerna Ukroboronprom objavila je početak serijske proizvodnje VBR-a Verba. Te godine planirano je formiranje prvih stožernih jedinica u Oružanim snagama Ukrajine, naoružanih Verbom.
U studenom 2019. pukovnik Vladislav Šostak objavio je da je Ukrajina uvela VBR Verba.
U rujnu 2021. Ukroboronprom je ponovno najavio uvođenje VBR-a Verba u ukrajinsku vojsku.

## Opis
Verba je opremljena kabinom za 5 osoba, a svi sustavi za navođenje, nišanjenje i punjenje kontroliraju se iznutra.
Ukupna težina instalacije Verbe je 20 tona, a najveća brzina 85 km/h.
U usporedbi s BM-21 Grad, vrijeme punjenja je smanjeno: BM-21 Grad se puni nakon punog lansiranja za jedan do dva sata, ovisno o kvalifikacijama posade, a u VBR-u Verba punjenje od 40 projektila traje 10 minuta. U odnosu na standardni BM-21, Verba je dobila sljedeće izmjene:
- brzina punjenja povećala se 7 puta
- suvremeni navigacijski sustavi smanjili su vrijeme otvaranja vatre na cilj u nepoznatom području za 4 puta, u usporedbi s Gradom
- prijelaz na šasiju iz KrAZ omogućio je ne samo eliminiranje upotrebe ruskih Urala,[čega?] već i povećanje voznosti
- novi sustav izravnavanja i stabilizacije platforme, zahvaljujući kojem je bilo moguće značajno poboljšati točnost
- promijenjen komunikacijski sustav, sada se sve informacije prenose digitalnim kanalima u šifriranom obliku.

## Operateri
- Ukrajina: 38 jedinica u službi Oružanih snaga od 2021.